# Cogra Moss
Cogra Moss ist ein See im Lake District, Cumbria, England.
Der See, der auch als Arlecdon Reservoir bekannt ist, wurde 1880 durch den Bau einer Staumauer durch das Tal des Rakegill Beck geschaffen. Er sollte als Trinkwasserspeicher für den Ort Arclecdon dienen. Heute wird der See nicht mehr zur Trinkwassergewinnung genutzt, sondern zum Fischen.
Cogra Moss hat einen unbenannten Zufluss an seiner Ostseite, der Sharpknott Gill mündet ebenfalls an der Ostseite in den See, sowie ein weiterer unbenannter Zufluss an seiner Nordseite mündet. Der Rakegill Beck bildet seinen Abfluss an der Westseite.